# John J. O'Connor (jurnalist)
John Joseph O'Connor (n. 10 iulie 1933, New York City, New York, SUA – d. 13 noiembrie 2009, New York City, New York, SUA) a fost un jurnalist și critic de teatru și televiziune american.

## Biografie
S-a născut pe 10 iulie 1933 în cartierul Bronx din New York, ca unul dintre cei patru fii ai lui James O'Connor și ai soției sale, Hannah Foley, ambii imigranți din comitatul Kerry al Irlandei. Tatăl său era angajat la Interborough Rapid Transit Company (IRT), compania care administra rețeaua de metrou din New York.
A obținut o diplomă de licență la City College din New York și o diplomă de master la Universitatea Yale. Era dornic să înceapă o carieră de jurnalist și a fost angajat pe post de corector la The Wall Street Journal în 1959, devenind ulterior redactor pe teme artistice și critic de teatru și dans al ziarului. S-a transferat în 1971 pe post de critic de televiziune la ziarul The New York Times, lucrând acolo timp de 25 de ani, până în 1997.
A trăit timp de 47 de ani într-un parteneriat cu Seymour Barofsky, care a lucrat ca profesor și redactor la editurile Schocken Books și Random House. Cei doi au adoptat în anii 1980 un băiețel pe nume Eliezer, pe care l-au crescut împreună până când a murit din cauza unui limfom la vârsta de 7 ani.
O'Connor a fost diagnosticat cu cancer pulmonar și a murit patru săptămâni mai târziu, la 13 noiembrie 2009, la vârsta de 76 de ani în locuința sa din Manhattan.